# Rhyacophila yamazakii
Rhyacophila yamazakii là một loài Trichoptera trong họ Rhyacophilidae. Chúng phân bố ở miền Cổ bắc.